# Dana Gas PJSC
Die Gesellschaft Dana Gas PJSC vermarktet und erschließt Ressourcen im Bereich des flüssigen Erdgases (Liquefied Natural Gas) und anderer Energiequellen seit ihrer Gründung im Juli des Jahres 2005.  
Die Gesellschaft aus den  Vereinigten Arabischen Emiraten mit ihrem Hauptsitz in Sharjah hat Anteilseigner der königlichen Familie, der RAK Petroleum und der Liwa Energy and Aabar Petroleum Investments. Insgesamt gehören zu den Eignern etwa 300 individuelle und institutionelle Gründer des Golf-Kooperationsrates. 
Am 23. April 2006 gründete die Gesellschaft einen internationalen Beirat (International Advisor Board - IAB), dem auch deutsche Mitglieder angehören.
Am 12. November 2006 gab die Gesellschaft bekannt, dass sie die kanadische Centurion Energy International mit Sitz in Calgary (Alberta) für die Kaufsumme von 1,02 Milliarden US$ übernommen hat.
Am 1. November 2006 wurde eine Investition in Ägypten veröffentlicht, die durch die Gesellschaft Danagaz (Sitz in Bahrain) und der Egyptian Natural Gas Holding Company zum Zwecke der Herstellung von Flüssiggas verwirklicht wird.
Am 25. November 2006 wurde in Saudi-Arabien eine Niederlassung in Al Khobar eröffnet. In diesem Zusammenhang wurde bekannt gegeben, dass 25 Prozent der Anteile der Gesellschaft bei Personen und Institutionen in Saudi-Arabien liegen.
Am 27. Mai 2007 gaben die Dana Gas und die saudi-arabische Gesellschaft Arab Petroleum Investments Corporation, die ihre Hauptvertretung in Al Khobar hat, ein Memorandum of Understanding ab, eine Zusammenarbeit zu vereinbaren. Die regierungseigene Agicorp ist vor allem auf die Finanzierung bei Energieprojekten spezialisiert.